# Diplothorax paradoxus
Diplothorax paradoxus är en skalbaggsart som beskrevs av J. Linsley Gressitt och Yves Rondon 1970. Diplothorax paradoxus ingår i släktet Diplothorax och familjen långhorningar.
Artens utbredningsområde är Laos. Inga underarter finns listade i Catalogue of Life.